# BYD Dolphin
O BYD Dolphin é um hatchback elétrico a bateria produzido pela fabricante chinesa BYD Auto desde 2021. Um hatchback subcompacto (segmento B) em seu país de origem, o Dolphin está posicionado acima do Seagull no mercado chinês e faz parte da 'Linha Ocean' (linha inspirada nos animais marinhos e oceano) da BYD.
O Dolphin é exportado para o mercado externo, como Europa, Austrália, Tailândia e Brasil desde 2023, com dimensões alongadas para atender aos padrões de segurança mais rigorosos e colocá-lo no segmento dos compactos (segmento C).

## Visão geral
Durante a Auto Shanghai em abril de 2021, a BYD apresentou uma nova geração da plataforma dedicada a carros elétricos sob o nome e-Platform 3.0, que graças à melhor distribuição de peso oferece desempenho e alcance mais eficientes. Ao mesmo tempo, o fabricante chinês apresentou um protótipo de pré-produção do novo hatchback chamado BYD EA1 Concept, ao mesmo tempo em que anunciou uma linguagem de design e logotipo modernizados.
O modelo de produção foi apresentado três meses depois como BYD Dolphin. O carro reflete a aparência do protótipo, com uma silhueta de caixa criada pelo chefe da equipe de design, Wolfgang Egger. Seus traços lembram de um golfinho e também do mar, e suas linhas remetem ao movimento de nado dos golfinhos. O Dolphin foi o primeiro modelo de produção a apresentar o novo logotipo da BYD.
O espaço de carga ou porta-malas é avaliado em 345 litros (L), que aumenta para 1310 L quando os bancos traseiros são rebatidos.
Para o modelo exportado destinado ao mercado global, o Dolphin é alongado em aproximadamente 20 centimetres (7,9 in) para acomodar uma nova estrutura de colisão frontal, que se afirma ter sido projetada para uma classificação de segurança ANCAP australiana de cinco estrelas. O modelo global recebeu diferentes para-choques dianteiro e traseiro, capô e para-lamas que ampliaram seu "balanço", que aumentou seu comprimento para 4.290 millimetres (168,9 in) classificando-o como um carro do segmento C.

## Tecnologias
O hatch vem equipado com câmera de estacionamento dianteira e traseira, assistente de estacionamento, três radares, cruise control, airbags frontais, laterais e de cortina, freio eletrônico com auto hold, monitoramento da pressão dos pneus, aviso de cinto de segurança para todos os bancos, controle de estabilidade e tração, assistente de subida em rampas e sistema de regeneração por frenagem. O veículo também conta com modos de condução Sport, Eco e Neve, central multimídia rotativa de 12,8" com Apple CarPlay e Android Auto sem fio, sistema de atualizações do software OTA, internet nativa, jogos e até karaokê (disponíveis pela loja de apps da BYD), painel de instrumentos digital de 5", uma entrada USB-C e duas USB (uma para a segunda fileira), seis alto-falantes e ar-condicionado de duas zonas com purificador, além da possibilidade de destravar o veículo por aproximação usando um cartão.

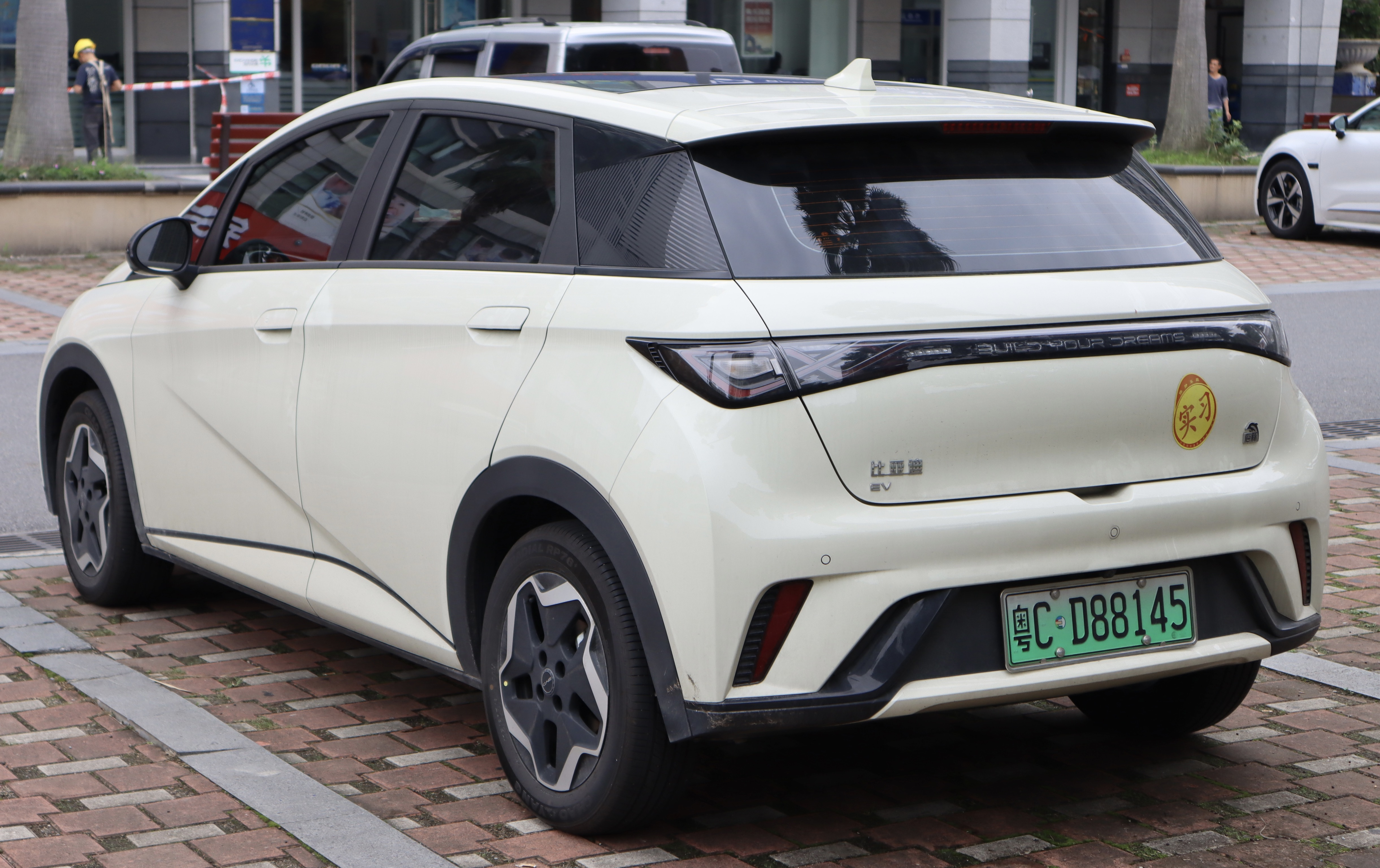
Visão traseira (China)
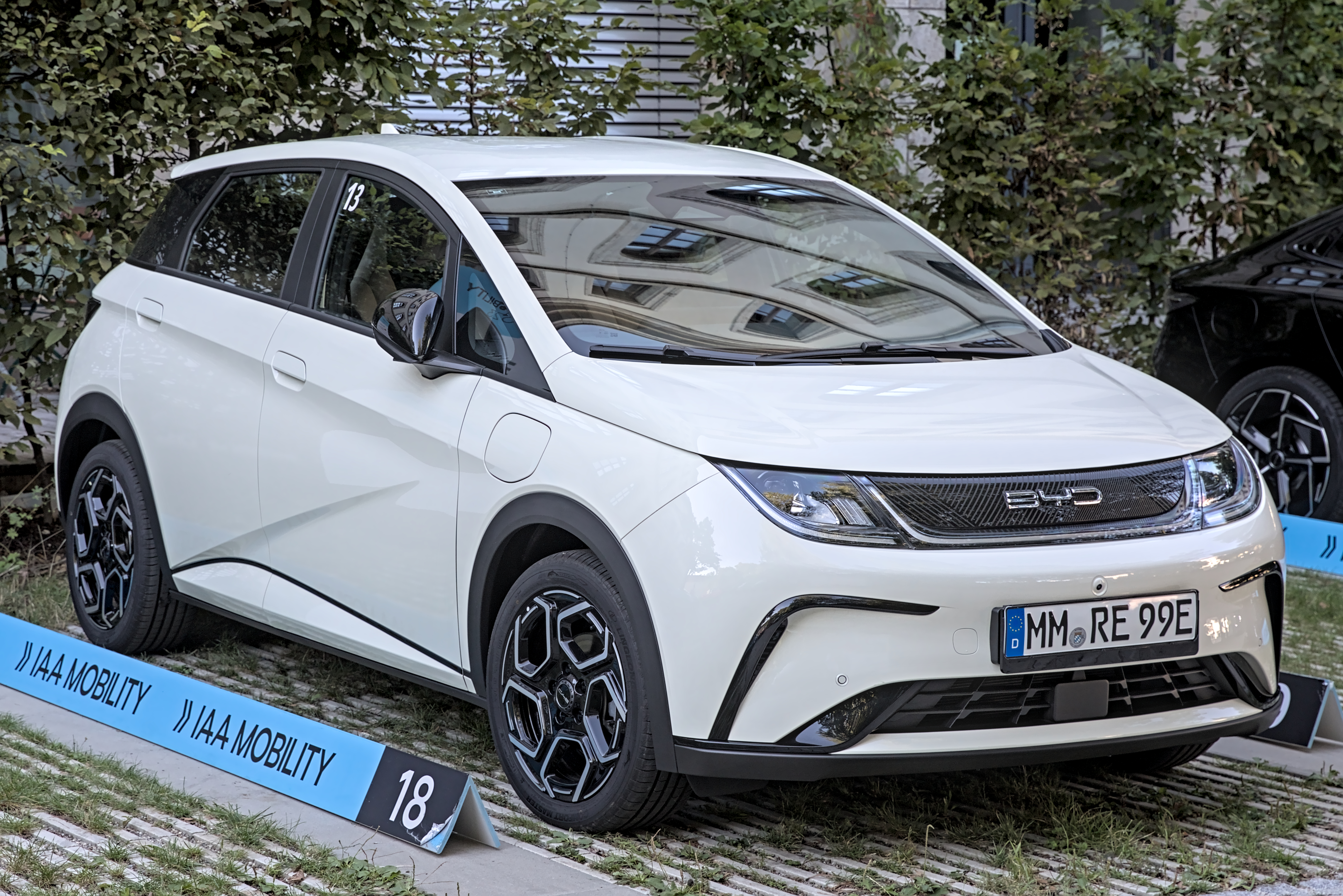
Versão Global

## Mercados

### China
Na China, o Dolphin está disponível em duas versões e três níveis de acabamento. Os níveis de acabamento Free e Fashion estão equipados com um motor de até 70 kW (95 PS; 94 hp), enquanto a Knight Edition tem um motor mais potente, de até 130 kW (177 PS; 174 hp). Todas as versões usam a mesma bateria Blade de 45 kWh. Com o body kit equipado para a Knight Edition, a variante fica 30 mm (1,2 in) mais longa.

### Europa
A versão europeia do Dolphin foi lançada em abril de 2023. Assim como na especificação global, no mercado europeu o Dolphin ocupa o segmento C, pois recebeu diferentes para-choques dianteiro e traseiro que também ampliaram seu comprimento para 4.290 millimetres (168,9 in). Além disso, o propulsor do Dolphin com especificações europeias foi atualizado. O carro é alimentado por um motor de tração dianteira de até 150 kW (204 PS; 201 hp), equipado com uma bateria de 60.48 kWh que é compartilhada com o BYD Atto 3.

### Nova Zelândia
BYD Dolphin está disponível na Nova Zelândia em duas variantes de alcance (autonomia). O alcance padrão oferece uma bateria Blade de 44.9 kWh com alcance WLTP de 340 kilometres (210 mi) e o alcance estendido carrega uma bateria Blade de 60.48 kWh, aumentando o alcance WLTP para 427 kilometres (265 mi).

### Austrália
Em fevereiro de 2022, o distribuidor australiano da BYD, EVDirect, anunciou planos de vender o Dolphin na Austrália. O carro foi formalmente lançado em um evento de anúncio no Sea World em Gold Coast, Queensland, em 22 de junho de 2023, e incluiria duas variantes - versão "Dynamic" com 70 kW (94 hp) e um "modelo premium" com 150 kW (200 hp), bem como um modelo "Sport" de edição limitada com desempenho abaixo de 7 segundos de 0 a 100 km/h e rodas e kit de carroceria personalizados.

### Tailândia
Em março de 2023, a versão global com volante à direita foi exibida ao público pela primeira vez pela distribuidora Rever Automotive no Bangkok International Motor Show.

### Brasil

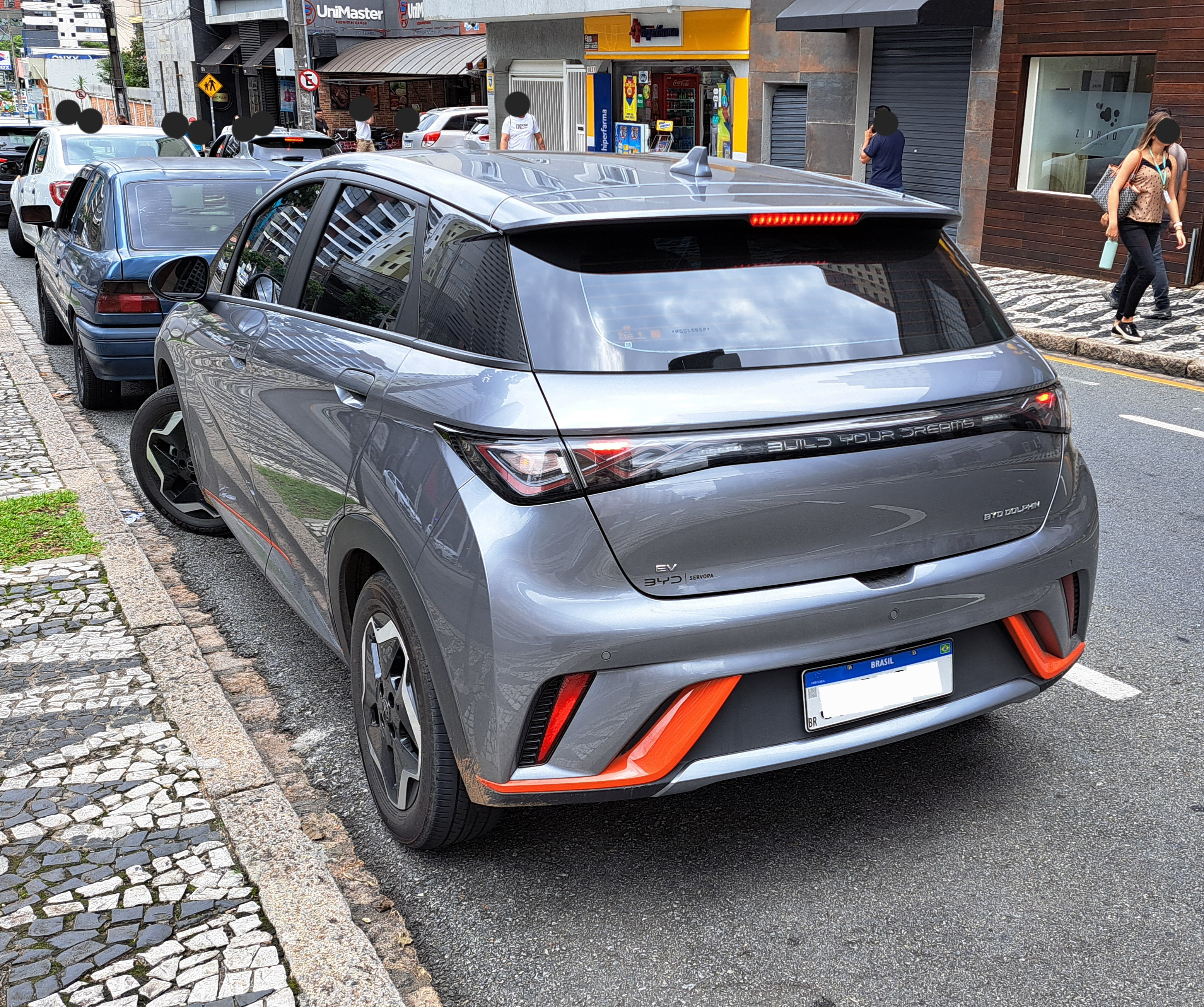
Visão traseira (Brasil).

No Brasil desde 2015, a BYD anunciou o Dolphin como seu quinto veículo no país, com proposta urbana e jeito de monovolume, o modelo chega com motor da versão de entrada mas com o pacote de baterias da versão de topo, estando equipado com um propulsor de 95 cv e 18,3 kgfm e um pacote de baterias Blade de 44.9 kWh, entregando uma autonomia de 291 km (aferido no ciclo PBEV do INMETRO) ou cerca de 400 km (em ciclo NEDC) e velocidade máxima de 150 km/h (0 a 100 km/h em 10,9 segundos). No Brasil a empresa oferece garantia de cinco anos (e oito anos para a bateria) ou 200 mil quilômetros rodados. Além do Dolphin, a marca também planeja importar o Seal (sedã médio) e Seagull / Dolphin Mini (subcompacto) para o país.

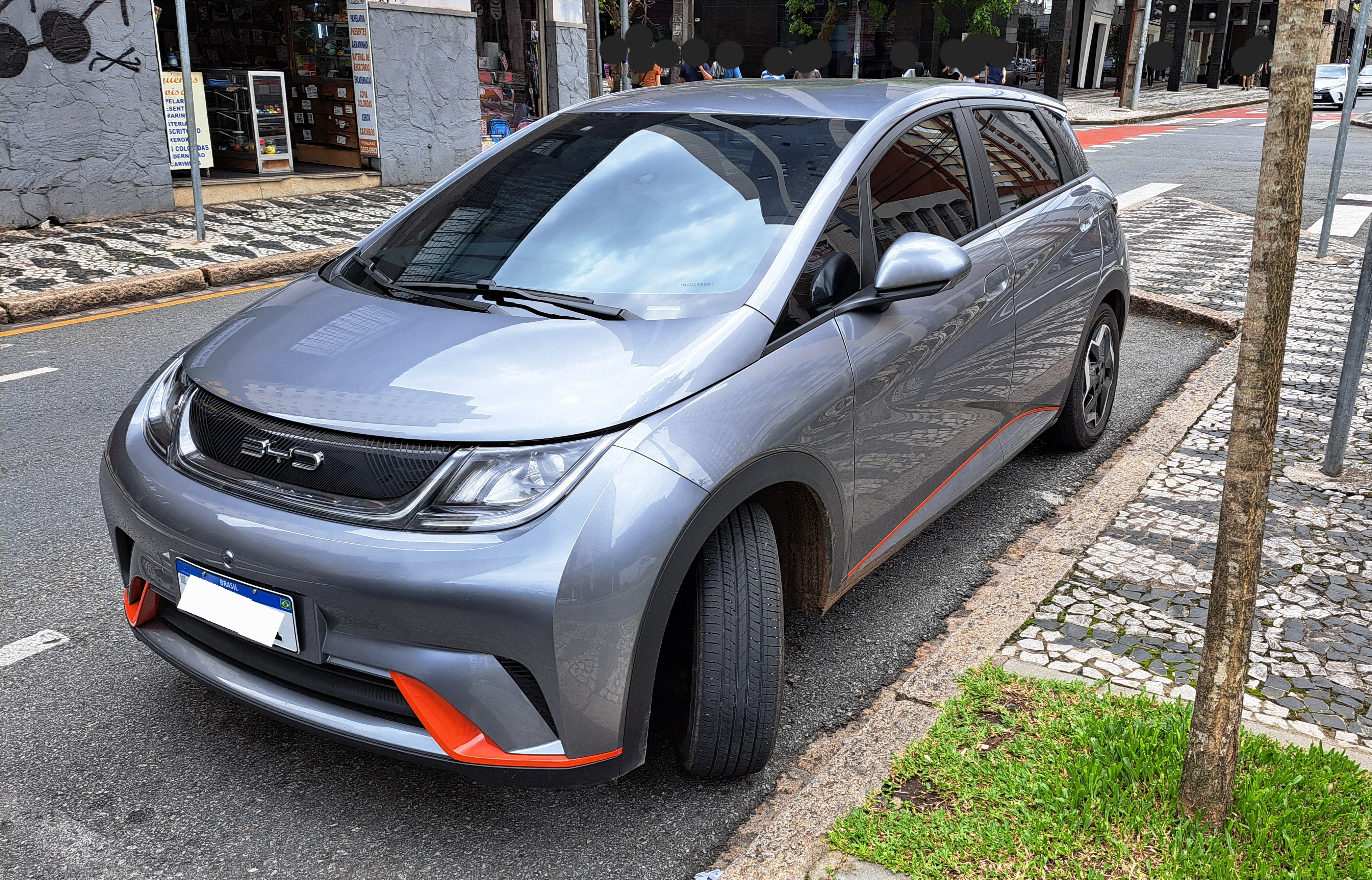
BYD Dolphin no Brasil.

O Dolphin vendeu 6.812 unidades em 2023, tornando-se o carro elétrico mais vendido no país.

## Vendas
| Ano  | China   | Tailândia | Austrália | Brasil |
| ---- | ------- | --------- | --------- | ------ |
| 2021 | 29,598  |           |           |        |
| 2022 | 204,674 |           |           |        |
| 2023 | 299,708 | 9,410     | 925       | 6,812  |